# Taraconica pauliani
Taraconica pauliani är en fjärilsart som beskrevs av Pierre E.L. Viette 1982. Taraconica pauliani ingår i släktet Taraconica och familjen nattflyn. Inga underarter finns listade i Catalogue of Life.